# Gwen Ifill

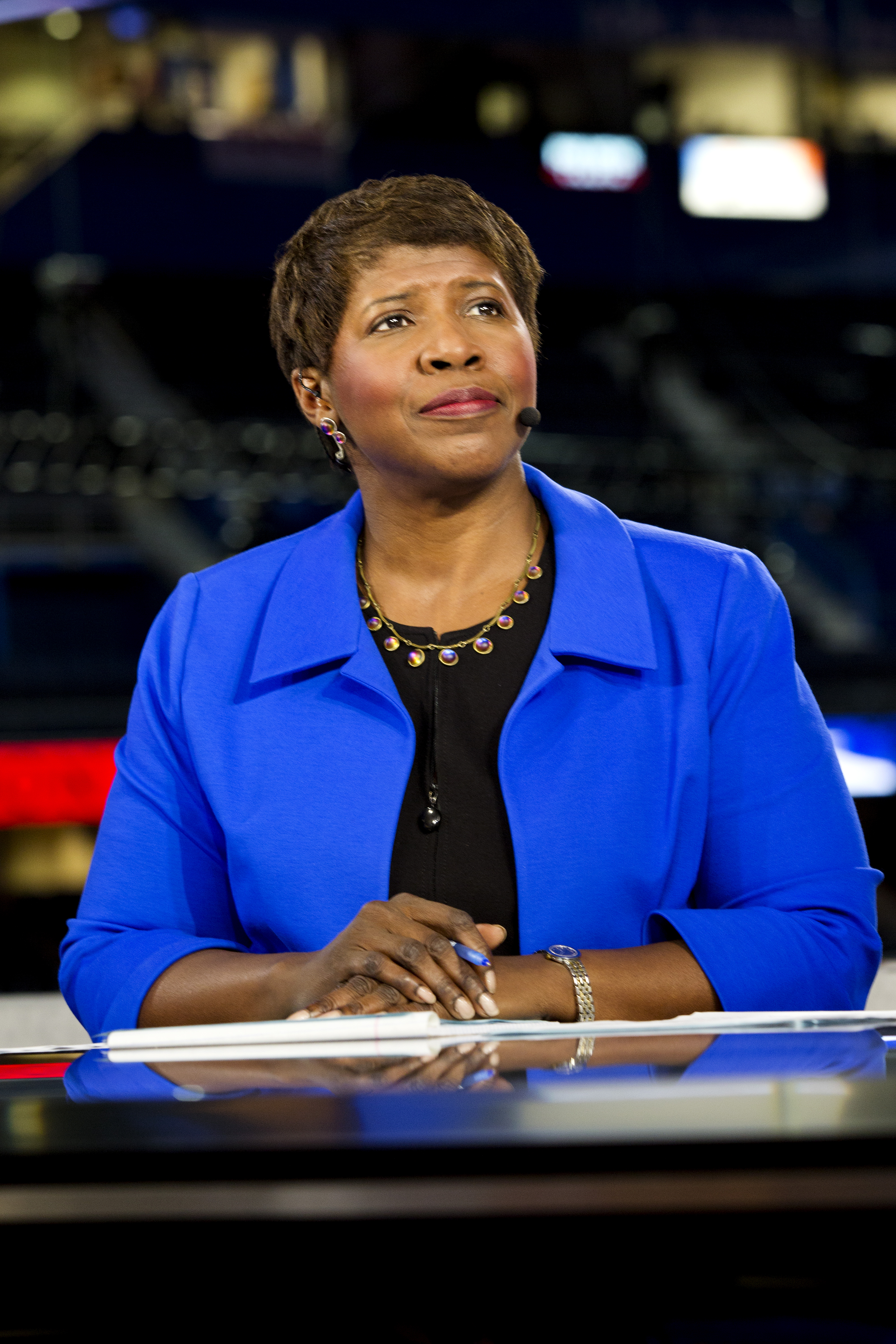
Gwen Ifill (2012)

Gwendolyn L. „Gwen“ Ifill (* 29. September 1955 in New York City, New York; † 14. November 2016 in Washington, D.C.) war eine US-amerikanische Journalistin, Fernseh-Moderatorin und Autorin.

## Leben
Ifill wurde als fünftes Kind der Eheleute Eleanor und Oliver Urdill Ifill in Jamaica, einem Stadtteil von Queens, geboren. Ihr Vater war Prediger in der African Methodist Episcopal Church, der – die Familie stammte ursprünglich aus Barbados – aus Panama kommend in die Vereinigten Staaten einwanderte. Die Mutter stammte ebenfalls aus Barbados. Bedingt durch die Arbeit des Vaters wuchs Ifill in verschiedenen Bundesstaaten auf. Sie lebte u. a. in Pennsylvania, Massachusetts und New York.
Ifill besuchte das Simmons College in Boston und schloss 1977 mit einem Bachelor of Arts in Kommunikationswissenschaften ab.
Ifill starb im Alter von 61 Jahren in einem Washingtoner Hospiz an den Folgen eines Endometriumkarzinoms.

## Beruflicher Werdegang
Ifill arbeitete zuerst als Journalistin für die Zeitungen Boston Herald, Baltimore Evening Sun, Washington Post und New York Times. Bei der New York Times war sie zeitweise für die Berichterstattung des Weißen Hauses verantwortlich und begleitete 1992 die Präsidentschaftskandidatur von Bill Clinton. Durch Vermittlung von Tim Russert begann 1999 ihre Fernsehkarriere als Reporterin für den Sender NBC, wo sie für den Kongress zuständig war. Seit 1999 und bis zu ihrem Tod arbeitete sie für den nicht-kommerziellen TV-Sender PBS. Dort war sie zuerst Moderatorin und Chefredakteurin des wöchentlichen politischen Fernsehmagazins Washington Week. Später übernahm sie zusammen mit Judy Woodruff als Co-Moderatorin und Co-Chefredakteurin die tägliche Hauptnachrichtensendung PBS NewsHour. Sie moderierte die Vizepräsidentschaftsdebatten 2004 und 2008, sowie 2015 eine der zahlreichen Präsidentschaftsdebatten von Hillary Clinton und Bernie Sanders.

## Auszeichnungen
Ifill wurde 2006 in die American Academy of Arts and Sciences gewählt.

## Werke
- Gwen Ifill: The Breakthrough. Politics and Race in the Age of Obama. Doubleday, New York 2009, ISBN 978-0-385-52501-5 (Google Books).